# Дробышевская, Ольга Владимировна
Дробышевская Ольга Владимировна (род. 22 сентября 1985) — казахстанская (до 2006 года — украинская) волейболистка, игрок сборной Казахстана и ВК «Иртыш-Казхром».

## Биография
Ольга Дробышевская родилась в Запорожье. До 2006 года играла в клубах Украины и сборной Украины.
Серебряный призёр чемпионата Украины (2004) в составе ЗГИА (Запорожье).
В составе клуба «Славутич» (Запорожье) в 2003 году была чемпионом Украины по пляжному волейболу.
Чемпион Украины (2004) и серебряный призёр чемпионата Украины (2005) в составе «Динамо-Джинестры» (Одесса).
В составе юношеской сборной в 2002 году Ольгу признали лучшим игроком чемпионата Европы в составе сборной Украины. Чемпионка страны по пляжному волейболу, одна из самых талантливых украинских игроков в классическом волейболе выступала за сборные страны всех возрастов.
Последний раз Дробышевская (по мужу — Калинина) играла за сборную Украины в отборочных играх к чемпионату мира-2006. Отборочные игры Украина проиграла. Но Дробышевская выступила за сборную Казахстана под фамилией Кубасевич.
Нарушение законов спортивного гражданства было вскрыто, и Ольга в течение некоторого времени была отстранена от международных игр.
Отыграв два сезона в турецком «Тюрк Телекоме», Ольга в 2009 году подписывает контракт с талдыкорганским «Жетысу». В его составе трижды становится чемпионом Казахстана.
В составе национальной сборной становится бронзовым призёром Азиады-2010, участвовала в Олимпиаде-2008 в Пекине, других международных турнирах.